# 나인: 아홉 번의 시간여행
《나인: 아홉 번의 시간여행》은 대한민국의 tvN에서 2013년 3월 11일부터 2013년 5월 14일까지 방영된 드라마이다.
이 드라마는 남자 주인공이 20년 전 과거로 돌아갈 수 있는 신비의 향 9개를 얻게 되면서 펼쳐지는 흥미진진한 이야기이다. 시청자들의 상상력을 자극하며 숱한 추측을 낳게 했던 엔딩 장면에 대해 작가 송재정은 "초반의 선우와 마지막의 선우가 감정적으로 다르지 않았을까 생각한다"며 "해피엔딩이라고 생각한다"고 말했다.
한편, 기욤 뮈소의 소설 《당신 거기 있어줄래요》와 유사하다는 의혹을 받았다.
아울러, 제 26회 한국방송작가상 드라마 부문 최종 후보에 올랐으나 '단수 집필'이란 규정에서 미달되어 탈락했다.

## 등장 인물

### 주요 인물
- 이진욱 : 박선우(38세) 역
- 조윤희 : 주민영/박민영(30세) 역

### 2012년 / 2013년
- 전노민 : 박정우(47세) 역 - 선우의 형
- 정동환 : 최진철(67세) 역 - 명세병원 그룹 회장
- 이승준 : 한영훈(38세) 역 - 선우의 죽마고우
- 엄효섭 : 오철민(52세) 역 - 보도국 국장, 선우의 직속 상사
- 이응경 : 김유진(51세) 역 - 민영의 어머니
- 연제욱 : 김범석(34세) 역 - 보도국 기자, 선우의 후배기자
- 유세례 : 성은주(38세) 역 - 영훈의 아내
- 오민석 : 강서준(31세) 역 - 영훈의 후배 의사
- 김희령 : 손명희(65세) 역 - 선우의 어머니
- 최웅 : 진철 비서 역
- 김원해 : 박창민 역 (우정출연)
- 이준혁 : 상범 역 - 보도국 팀원
- 이시우 : 영수 역 - 보도국 팀원
- 박그리나 : 이주희 아나운서 역
- 이한위 : 주성훈 역

### 1992년 / 1993년
- 박형식 : 박선우(18세) 역
- 정동환 : 최진철(47세) 역 - 명세병원 부원장
- 전국환 : 박천수(47세) 역 - 선우의 아버지 (특별출연)
- 김희령 : 손명희(45세) 역 - 선우의 어머니
- 서우진 : 박정우(27세) 역 - 선우의 형
- 이이경 : 한영훈(18세) 역 - 선우의 죽마고우
- 조민아 : 윤시아(10세) 역
- 가득희 : 김유진(31세) 역 - 민영의 어머니
- 엄효섭 : 오철민(32세) 역 - 기자
- 박문아 : 성은주(18세) 역 - 소라의 단짝, 2012년 영훈의 아내
- 나해령 : 한소라(18세) 역 - 선우의 첫사랑
- 김원해 : 박창민 역

### 그 외 인물
- 전일범 : 열쇠 수리공 역
- 이정성 : 강서준 아버지 역
- 이석구 : 명세병원 비리사건 재판장 역
- 오정태 : 명세의료기 직원 역
- 김건호 : 박천수 사망사건 재판장 역
- 김선우

### 우정출연
- 박원상 : 박정우의 죽음을 알려주는 경찰 역
- 서동원 : 1968년 최진철 역
- 진예솔 : 1968년 손명희 역

## 향의 사용
향의 효력
- 향을 태우면 정확히 20년 전의 과거로 돌아간다.
- 혹 태워지고 있는 향 연기를 맡더라도 향을 태운 사람만이 과거로 돌아갈 수 있다.
- 향이 다 태워지는 동안의 시간만큼만(30분 정도) 과거로의 여행이 가능하며, 향이 타고 있는 한 도중에 멈출 수 없다.
- 시간여행을 하는 과거에서의 30분은 현재에서도 똑같이 흘러간다.
- 시간여행을 하는 동안 과거로 돌아간 현재의 육신은 사라지며, 시간여행이 끝남과 동시에 향을 태운 장소의 현재로 다시 돌아온다.

박정우가 남긴 향
- 1회 중반부 : 일부 사용. 1992년 안나푸르나

안나푸르나에 눈사태가 발생하여 2012년 박선우의 온 몸이 젖음.
- 2회 전반부 : 일부 사용. 1992년 박선우의 집

1992년 박정우가 어항을 야구방망이로 깨 2012년 박선우가 어항 유리파편에 맞아 목뒤를 다침.
2012년 박선우가 1992년 박선우의 삐삐를 가져옴.
- 2회 후반부 : 일부 사용. 1992년 CBM 앵커대기실

2012년 박선우가 집에서 가지고 온 삐삐의 발신처를 확인하여 1992년 박선우와 통화.
- 3회 후반부 : 나머지 모두 사용. 1992년 마루나 롯지 여관

2012년 박선우가 201호에 있는 9개의 향과 영화 보디가드 LP판을 가져옴.
9개의 향 획득 후
- 4회 초반부 : 1개 사용. 1992년 명세병원

2012년 박선우와 최진철의 첫만남.
2012년 박선우가 원장실 위치 확인.
2012년 박선우가 술집에서 술을 마신 1992년 박정우를 집에 데려다 줌.
- 4회 전반부 : 1개 사용(합 2개). 1992년 덕산독서실

2012년 박선우가 1992년 한영훈의 자리에 크리스마스 카드를 남김.
- 4회 중반부 : 1개 사용(합 3개). 1992년 플로어 레코드샵

2012년 박선우가 자살을 기도한 1992년 김유진을 병원 응급실에 보내고, 1992년 딸 윤시아에게 1992년 박정우의 연락처를 남김.
- 4회 후반부 : 1개 사용(합 4개). 1992년 보디가드 상영 극장

2012년 박선우가 손명희(선우의 어머니)의 안경을 망가뜨려 새로 안경을 맞춰주고 목걸이를 선물로 줌.
- 6회 후반부 : 1개 사용(합 5개). 1992년 박선우의 집과 명세병원

2012년 박선우가 자고 있는 1992년 박선우를 깨워 박천수를 집에 오게 함.
2012년 박선우가 원장실에 폐쇄회로 TV를 설치하여 원장실 방문자 확인. 박천수의 사망시간 변경.
- 7회 후반부 : 1개 사용(합 6개). 1992년 명세병원

2012년 박선우가 박천수 살해사건 진범 확인.
- 8회 전반부 : 1개 사용(합 7개). 1992년 명세병원

2012년 박선우가 폐쇄회로 TV로 사건의 전말과 박천수 살해 후 방화범 확인.
1992년 박정우가 박천수의 아들이 아닌 최진철의 아들로 밝혀짐.
최진철이 박창민에게 원장실 방화를 청부하여 박창민이 원장실 방화를 함.
2012년 박선우가 남은 향 2개를 명세병원 탕비실에 남겨둠. 20년 후 2012년 박선우 방에서 다시 찾음.
- 12회 후반부 : 1개 사용(합 8개). 1993년 플로어 레코드샵

최진철이 손명희의 안경을 맞춰준 남자가 2013년 박선우임을 인식하여 1993년 박정우에게 알려줌.
2013년 박선우가 1993년 박정우의 차에 편집한 폐쇄회로 TV 테이프를 남기고 자수를 권고함.
2013년 박선우가 박창민에게 자상을 당해 다리 밑으로 뛰어내림.
1993년 박정우가 자수했지만 형사가 최진철에게 매수를 당함.
- 16회 후반부 : 일부 사용(합 8개+@). 1993년 세현병원

재판장에서 최진철이 향의 존재를 알아내 비서가 문서 보관실에 있는 향을 가져오고 세현병원에서 향을 피움.
최진철이 박창민의 전화번호를 알아내 전화를 걸어 1993년 박선우를 살해하라고 함.
- 17회 전반부 : 나머지 모두 사용(합 9개). 1993년 명세병원과 플로어 레코드샵

2013년 박선우가 최진철을 찾아가 박창민의 전화번호를 알아내 1993년 박선우의 위치를 물어봄.
플로어 레코드샵에서 2013년 박선우가 1993년 박선우의 살해를 막음.
2013년 박선우가 1993년 박정우에게 자수할 것을 최후 통첩하고, 결혼식 시작 전 1993년 박정우가 자수를 하여 2013년 상황이 완전히 바뀜.
1993년 박선우가 오철민에게 박천수 사망사건을 제보함.
2013년 박선우가 2013년으로 넘어오지 못하고 최진철이 저지른 교통사고로 죽음.

## 인물의 변화
- 주민영 : 박선우의 연인

→ 김유진이 미망인 시절 윤시아
→ 박정우-김유진의 결혼으로 박민영이 되어 박선우의 조카, 강서준의 연인
→ 박정우의 자수로 주민영이 되어 다시 박선우와 연인
- 박정우 : 죽을 때 미혼

→ 김유진과 결혼으로 부부. 명세병원 외과 과장
→ 자수로 미혼. 국제 의료봉사단 봉사활동
- 김유진 : 전 남편의 죽음으로 미망인

→ 박정우와 결혼으로 부부
→ 박정우의 자수로 주성훈의 부인
- 최진철 : 명세병원 회장

→ 명세병원 부원장
→ 박천수의 죽음으로 명세병원 원장
→ 박정우의 자수로 명세의료기 사장
- 박창민 : 전과 14범 청부살인업자

→ 주유소 사장